# Поперечный, Анатолий Григорьевич
Анато́лий Григо́рьевич Попере́чный (22 ноября 1934, Новая Одесса, Николаевская область — 17 мая 2014, Москва) — советский и российский поэт, автор стихов ко многим популярным песням.

## Биография
Родился 22 ноября 1934 года в Новой Одессе Николаевской области.
В 1938 году семья Поперечных переехала в Николаев. Во время Великой Отечественной войны жил с матерью на Урале.

Могила А. Поперечного на Троекуровском кладбище

В 1944 году десятилетний Анатолий с матерью вернулись в Николаев, где будущий поэт закончил десять классов. После окончания школы работал на Черноморском судостроительном заводе, сначала подсобным рабочим в «горячем» цехе, был участником заводского литобъединения «Стапель» и заочно учился на филологическом факультете Николаевского педагогического института.
В 1954 году окончил Ленинградский государственный педагогический институт им. А. И. Герцена.
В 1957 году А. Поперечный послал рукопись своих стихов в Москву, в издательство «Советский писатель».
В 1959 году издательство «Советский писатель» (г. Ленинград) выпустило сборник стихов и поэм «Полнолуние».
В 1960 году вышла вторая книга стихов и поэм — «Червонные листья». В этом же году был принят в Союз писателей СССР и вскоре приглашён заведовать отделом поэзии в московский журнал «Октябрь», в связи с чем состоялся переезд поэта с семьёй в Москву.
Анатолий Григорьевич жил и работал в Москве, свободное время старался проводить на природе, много читал. Любимые писатели — Н. В. Гоголь, Т. Г. Шевченко и В. М. Шукшин.
Умер от сердечного приступа вечером 17 мая 2014 года в Москве. Похоронен 21 мая 2014 года на Троекуровском кладбище.

## Семья
- Отец — Григорий Демьянович, агроном
- Мать — Александра Михайловна, фельдшер
- Супруга — Поперечная Светлана Ивановна (27.11.1936 — 30.09.2018)
  - Сын — Сергей (08.08.1958 - 25.09.2023)

## Творчество
Анатолий Поперечный — автор 22 сборников поэм и стихов.

### Сборники стихов
- Полнолуние (1959)
- Червонные листья (1960)
- Чёрный хлеб (1960)
- Невидимый бой (1962)
- Орбита (1964)
- Россия, Родина, Любовь (1964)
- Ночные поезда (1965)
- Девятый круг (1968)
- Ярость-жизнь (1973)
- Ядро (1975)
- Августовское поле (1976)
- Зелёная калитка (1981)
- Лик (1982)
- Избранные стихотворения и поэмы (1984)
- Трава у дома (1985)
- Дань (1987)
- Ночные переправы (1988)
- И снится нам трава, трава у дома… (2004)
- Малиновый звон: стихи и песни (2010)

### Песни на стихи А. Поперечного
- «А мне покоя нет» (А. Мажуков) — исп. Ольга Зарубина
- 1995 — «А ты себя побереги» (А. Морозов) — исп. Михаил Шуфутинский
- «Аист на крыше» (Д. Тухманов) — исп. София Ротару, Людмила Сенчина, Ольга Пирагс, Ольга Королькова и БДХ, Елена Ваенга, «Непоседы»
- «Белая грива» (А. Морозов) — исп. Сергей Захаров
- «Белая сирень» (Е. Мартынов) — исп. Евгений Мартынов и Ксения Георгиади
- «Белочка» (А. Морозов) — исп. Александр Морозов
- «Белые ставни» (А. Морозов) — исп. Николай Гнатюк
- «Белый аист» (Э. Ханок) — исп. Лев Лещенко
- «Большое лето» (В. Мигуля) — исп. Владимир Мигуля, Александр Серов, Николай Гнатюк
- «Бродяга» (А. Морозов) — исп. Валерий Леонтьев
- «В лугах» (А. Морозов) — исп. Николай Гнатюк
- «Весенняя побелочка» (Е.Бедненко) - исп. Евгений Бедненко
- «Вишневая метель» (В. Мигуля) — исп. Владимир Мигуля
- «Вино прощанья» (О. Иванов)
- «Водовороты» (А. Морозов) — исп. Надежда Чепрага
- «Ворожба»(О. Иванов) — исп.ВИА «Сябры»
- «Ворожба» (А. Морозов) — исп. София Ротару
- «Всё повторяется» (А. Морозов) — исп. Иосиф Кобзон
- «В утреннем лесу» (Д. Жаров) — исп. Павел Смеян и Наталья Ветлицкая
- «Вчерашняя печаль» (Е. Щекалёв) — исп. Валентина Толкунова
- «Где же ты?» (А. Мажуков) — исп. Георгиади, Ксения Анестовна
- «Гитара» (Я. Френкель) — исп. Иосиф Кобзон
- «Глухариная заря» (О. Иванов) — исп. ВИА «Сябры»
- «Года бегут» (А. Морозов) — исп. Лев Лещенко
- «Голосок» (А. Морозов) — исп. Александр Кальянов
- «Горлица и дятел» (А. Морозов) — исп. Екатерина Шаврина
- «Горькие яблоки» (Д. Тухманов) — исп. Валерий Леонтьев, Людмила Гурченко
- «Горячая любовь» (В. Добрынин) — исп. ВИА «Лада»
- «Дайте шанс» (Е. Бедненко) - исп. Иосиф Кобзон
- «Девушка из Полесья» («Олеся, Олеся, Олеся…») (О. Иванов) — исп. ВИА «Сябры»
- «Дикие розы» (А. Морозов) — исп. Иосиф Кобзон
- «Димка» (А. Минцковская) — исп. Анастасия
- «Дни любви» (О. Иванов) — исп. Сергей Захаров
- «Дом на Неглинной» (А. Минцковская) — исп. Анастасия
- «Домик на окраине» (В. Мигуля) — исп. группа «Монитор», Владимир Мигуля, Валентина Толкунова
- «Домик окнами в сад» (А. Морозов) — исп. Николай и Сергей Радченко
- «Дорога судьбы» (С. Краевский) — исп. Лев Барашков
- «Душа болит» (А. Морозов) — исп. Михаил Шуфутинский, Александр Морозов
- «Дымок над крышей» (М. Суворова) — исп. Маргарита Суворова, Галина Невара
- «Женщины России» (А. Морозов) — исп. Иосиф Кобзон
- 1997 — «Жизнь пропащая» (О. Иванов) — исп. Надежда Бабкина
- «Журавлик» (А. Морозов) — исп. Михаил Шуфутинский
- «За Дунаем» (А. Морозов) — исп. Ярослав Евдокимов
- «За поворотом» (Г. Мовсесян) — исп. Ара Бабаджанян, Галина Улётова
- «Завалинка» (О. Иванов) — исп. ВИА «Сябры»
- «Закодирована дверь» (А. Морозов) — исп. группа «Форум» (солист — Виктор Салтыков)
- «Зацветает краснотал» (О. Иванов) — исп. ВИА «Пламя»
- «Здравствуй, радость» (А. Мажуков) — исп. Ирина Понаровская
- 1994 — «Зи-зи» (А. Морозов) — исп. Михаил Шуфутинский
- «Золотое сердце» (В. Матецкого, слова А. Поперечного и М. Шабров) — исп. София Ротару
- «Зу-зу» (Е.Бедненко) - исп. Валерий Ярёменко и Людмила Артемьева
- «Именины сердца» (А. Морозов) — исп. Александр Морозов
- «Казачья» (М. Муромов) — исп. Михаил Муромов
- «Какая дивная пора» (А. Мажуков) — исп. Ирина и Елена Базыкины
- «Калина» (А. Морозов) — исп. Александр Солодуха, Братья Радченко, Азамат Исенгазин
- «Калины куст» (А. Морозов) — исп. Ярослав Евдокимов
- «Карусель» (В. Хорощанский) — исп. ВИА «Верные друзья», Ренат Ибрагимов
- «Колокола» (чешская народная песня, перевод А. Поперечный) — исп. Нина Пантелеева и Лев Лещенко
- «Кольцо дорог» (А. Морозов) — исп. Филипп Киркоров
- 1996 — «Конь вороной» (О. Иванов) — исп. Надежда Бабкина
- «Лебеда» (А. Морозов) — исп. Александр Кальянов
- «Малиновка» (Э. Ханок) — исп. ВИА «Верасы»
- «Малиновый звон» (А. Морозов) — исп. Николай Гнатюк
- «Мальчишка» (Е.Бедненко) - исп. группа "Хорус", Юрий Чернов
- «Мама белила хату» (Д. Тухманов) — исп. Иосиф Кобзон, Бисер Киров
- «Маменька» (А. Морозов) — исп. Марина Капуро
- «Метелица» (М. Муромов) — исп. Михаил Муромов
- «Москва — Санкт-Петербург» (О. Иванов) — исп. Анастасия
- «Музыка любви» (А. Мажуков) — исп. Бируте Петриките, Ирина Понаровская, Роза Рымбаева, София Ротару, Александр Чепурной
- «На пароходе» (А. Морозов) — исп. Иосиф Кобзон
- «На пенёчке» (Е.Бедненко) - исп. Евгений Бедненко, Зинаида Кириенко
- «Наедине со всеми» (В. Шаинский) — исп. Валерий Леонтьев
- «Наши дни» (А. Мажуков) — исп. Роза Рымбаева
- «Не выясняй» (Е.Бедненко) _ исп. Светлана Тома
- «Незамужняя» (А. Морозов) — исп. Надежда Чепрага
- «Одинокий волк» (А. Морозов) — исп. Михаил Евдокимов, Александр Морозов
- «Одинокий мужчина» (Е.Бедненко) - исп. Виктор Мережко
- «Одуванчик» (Е.Бедненко) - исп. Евгений Бедненко, Анатолий Поперечный
- «Однажды» (Д. Тухманов) — исп. Сергей Захаров
- «Окраина» (А. Морозов) — исп. Иосиф Кобзон
- «Оставьте» (Е.Бедненко) - исп. группа "Хорус", Александр Михайлов
- «От нас ничего не убавится» (А. Морозов) — исп. Михаил Шуфутинский
- «От рядового до генерала» (Е.Бедненко) - исп. группа "Хорус", Алексей Булдаков
- «Павловский Посад» (П. Аедоницкий) — исп. Павел Бабаков, Лев Лещенко
- «Падают яблоки» (А. Морозов) — исп. Иосиф Кобзон, Игорь Скляр
- «Переклики» (А. Морозов) — исп. Николай Гнатюк
- «Пиджак» (А. Морозов) — исп. Анастасия
- «По дороге в светлую обитель» (А. Морозов) — исп. Валерий Леонтьев
- «По тихой воде» (А. Морозов) — исп. Сергей Захаров
- «По ягоды» (Б. Емельянов) — исп. Ольга Зарубина
- «Под окном смородина» (А. Морозов) — исп. Александр Морозов
- «Поезд в листопад» (С. Березин) — исп. ВИА «Пламя»
- «Пой скрипочка» (А. Морозов) — исп. Ян Осин
- «Посвящение Шукшину» (Е. Птичкин) — исп. Ольга Воронец, Людмила Зыкина, София Ротару
- «Последнее слово» (Е.Бедненко) - группа "Хорус", Алексей Булдаков
- «Почему — не ведаю» (В. Мигуля) — исп. Владимир Мигуля
- «Предчувствие любви» (А. Мажуков) — исп. Владимир Попков
- «Проводница» (А. Морозов) — исп. Михаил Шуфутинский
- «Пропади ты пропадом» (А. Морозов) — исп. Лилия Сандулеса
- «Прощальные гастроли» (О. Иванов ) — исп. Анастасия
- «Разменяйте» (А. Морозов) — исп. Михаил Шуфутинский
- «Рано помирать» (А. Морозов) — исп. Иосиф Кобзон
- «Расскажи мне сказку» (Л. Гарин) — исп. София Ротару, Нина Бродская, Мария Пахоменко
- «Реченька туманная» (Э. Ханок) — исп. Анна Герман, Валентина Толкунова
- «Романтика» (Я. Френкель) — исп. Владимир Трошин, Эдуард Хиль
- «Рязанские мадонны» (А. Долуханян) — исп. Людмила Зыкина
- «Свадебные кони» (Д. Тухманов) — исп. Яак Йоала, Лев Лещенко
- 1995 — «Свет пречистый» (О. Иванов ) — исп. Анастасия
- «Свидание при свечах» (Е. Мартынов) — исп. Мари Карне и Иван Ильичёв
- «Севастополь» (А. Морозов) — исп. Иосиф Кобзон
- «Северное сияние» (Р. Майоров) — исп. Владимир Макаров
- «Серебряные ноты» (А. Мажуков) - исп. Георгиади, Ксения Анестовна
- «Синяя роза» (Д. Тухманов) — исп. группа «Электроклуб» (солистка — Ирина Аллегрова)
- «Соловьиная роща» (Д. Тухманов) — исп. Лев Лещенко, ВИА «Красные маки», Юрий Богатиков, Лев Барашков, Эдита Пьеха, Мария Пахоменко
- «Спасибо тебе за любовь» (Л. Гарин) - исп. Валерий Ободзинский
- «Старый капитан» (А. Морозов) — исп. Иосиф Кобзон
- «Сто девчат» (О. Иванов) — исп. Олег Иванов
- «Тайны» (Ю. Саульский) — исп. Людмила Зыкина, Мария Лукач
- «Такая ночь» (А. Морозов) — исп. Екатерина Шаврина, Александр Морозов
- «Танго у полустанка» (Е. Жарковский) — исп. Клавдия Шульженко
- «Тёплые ливни» (М. Муромов) — исп. Михаил Муромов
- «Тёплые сумерки» (А. Морозов) — исп. Александр Морозов
- «Территория любви» (А. Морозов) — исп. Лев Лещенко
- «Тихая музыка» (В. Семёнов) — исп. Галина Ненашева
- «Трава-мурава» (Е.Бедненко) - исп. группа "Хорус", Алексей Булдаков
- 1983 — «Трава у дома» (В. Мигуля) — исп. группа «Земляне» (солист — Сергей Скачков), Владимир Мигуля
- «У криницы» (О. Иванов) — исп. О. Иванов и ВИА «Сябры»
- 1996 — «Украина — ненька, матушка — Россия» (А. Морозов) — исп. Иосиф Кобзон
- «Ускользающее счастье» (Е.Бедненко) - исп. Людмила Булдакова, Виктор Мережко
- «Фото на память» (Д. Тухманов) — исп. группа «Электроклуб» (солист — Виктор Салтыков)
- «Часовенка» (А. Морозов) — исп. Ярослав Евдокимов
- «Чемодан» (Е.Бедненко) - исп. Аркадий Арканов
- «Черёмуховый снег» (И. Гордеев) — исп. Сергей Захаров
- «Черноморская сторона» (А. Морозов) — исп. Иосиф Кобзон
- «Чудотворная» (А. Морозов) — исп. Ярослав Евдокимов
- «Шляпа чёрная» (А. Морозов) — исп. Михаил Шуфутинский
- «Это — жизнь» (А. Мажуков) — исп. ВИА «Музыка»
- «Я помню день» (Ю. Саульский) — исп. Юрий Богатиков, Вадим Мулерман
- «Я ревную тебя» (Н. Богословский) — исп. Валерий Ободзинский